# Grijsverloopfilter

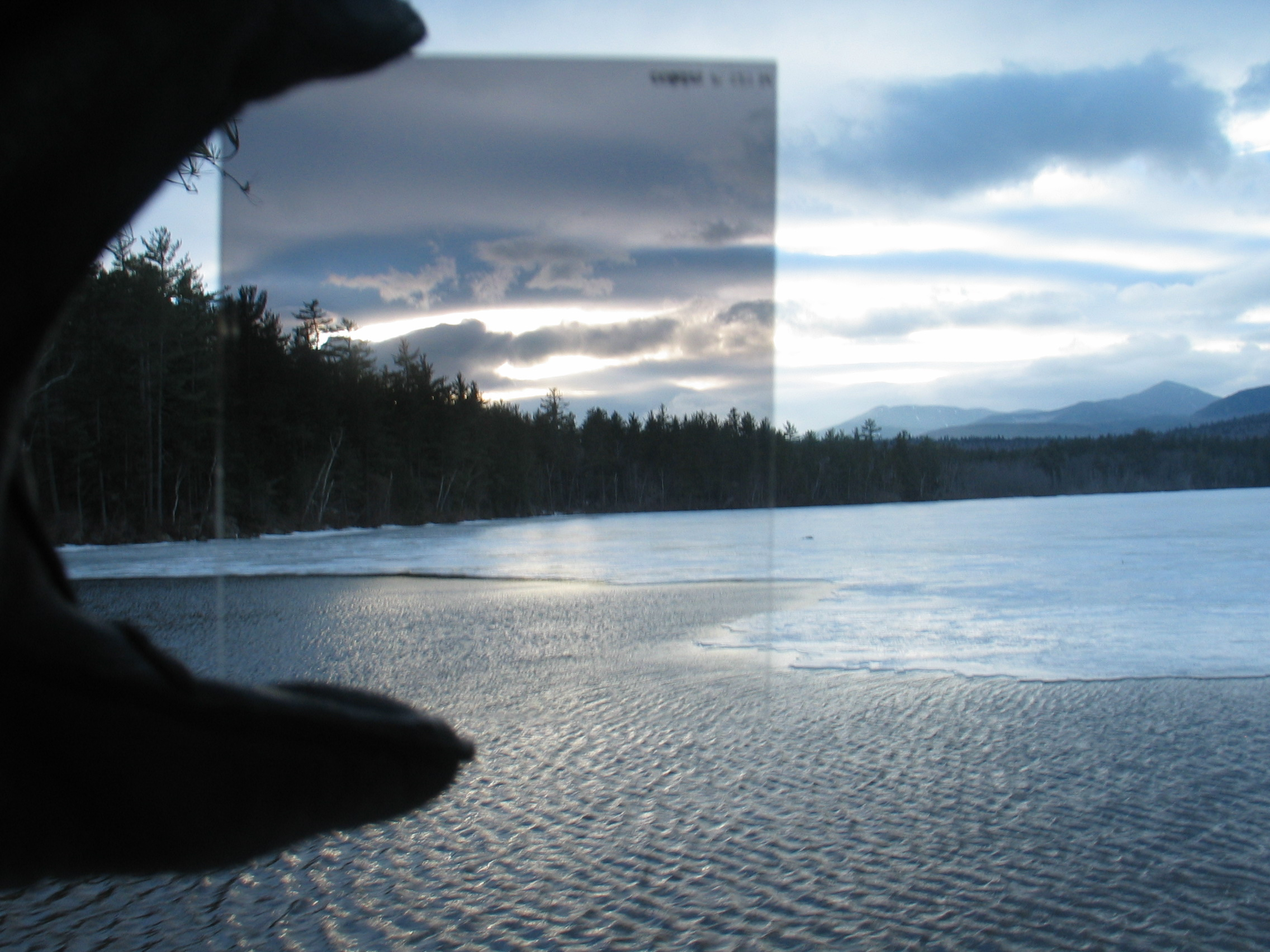
Demonstratie van het effect van een grijsverloopfilter

Een grijsverloopfilter is een fotografisch filter. Het is een grijsfilter waarvan de optische dichtheid over een richting (bij gebruik meestal van beneden naar boven) verloopt. Het filter wordt ook wel aangeduid met GND-filter (graduated neutral-density filter).

## Toepassing
Wanneer de voorgrond donker is ten opzichte van de lucht, kan een grijsverloopfilter helpen het beeld beter in balans te brengen, waardoor overbelichting van de lucht en onderbelichting van de voorgrond worden voorkomen. Vooral bij digitale fotografie is dit van belang, omdat over- en onderbelichting sneller zichtbaar zijn in het resultaat dan bij analoge fotografie.
De aanduiding van grijsverloopfilters gebeurt op dezelfde manier als bij grijsfilters, waarbij de waarde voor het donkerste deel van het filter geldt. Grijsverloopfilters kunnen zacht of een hard verloop hebben.

Zacht verlopend GND-filter.
Hard verlopend GND-filter.